# 1127
| [ Edytuj tabelę ]          |                                                             |
| Książę Polski              | - 1102 Bolesław Krzywousty 1138                             |
| Król Angkoru               | - 1113 Surjawarman II 1150                                  |
| Król Anglii                | - 1100 Henryk I 1135                                        |
| Król Aragonii i Nawarry    | - 1104 Alfons I Waleczny 1134                               |
| Hrabia Barcelony           | - 1082 Rajmund Berengar III Wielki 1131                     |
| Książę Bawarii             | - 1126 Henryk X Pyszny 1139                                 |
| Książę Burgundii           | - 1102 Hugo II 1143                                         |
| Cesarz Bizancjum           | - 1118 Jan II Komnen 1143                                   |
| Cesarz Chin                | - 1126 Song Qinzong 1127 - 1127 Song Gaozong 1162           |
| Książę Czech               | - 1125 Sobiesław I 1140                                     |
| Król Danii                 | - 1104 Niels Stary 1134                                     |
| Władca Egiptu              | - 1101 Al-Amir 1130                                         |
| Król Francji               | - 1108 Ludwik VI Gruby 1137                                 |
| Król Gruzji                | - 1125 Dymitr I 1156                                        |
| Hrabia Holandii            | - 1121 Dirk VI 1157                                         |
| Cesarz Japonii             | - 1123 Sutoku 1141                                          |
| Kalif                      | - 1118 Al-Mustarszid 1135                                   |
| Król Kastylii              | - 1126 Alfons VII 1157                                      |
| Wielki książę Kijowa       | - 1125 Mścisław I Harald 1132                               |
| Patriarcha Konstantynopola | - 1111 Jan IX Agapet 1134                                   |
| Władca Korei               | - 1122 Injong 1146                                          |
| Państwo Almorawidów        | - 1106 Ali ibn Jusuf 1143                                   |
| Król Norwegii              | - 1103 Sigurd I Krzyżowiec 1130                             |
| Książę Obodrzyców          | - 1093 Henryk Gotszalkowic 1127 - 1127 Świętopełk 1129      |
| Hrabia Palatynatu          | - 1113 Gotfryd z Kalw 1129                                  |
| Papież                     | - 1124 Honoriusz II 1130                                    |
| Hrabia Portugalii          | - 1112 Alfons I Zdobywca 1139 - 1112 Teresa (regentka) 1128 |
| Sułtan Rumu                | - 1116 Masud I 1156                                         |
| Książę Rusi halickiej      | - 1124 Iwan I 1141                                          |
| Książę Saksonii            | - 1106 Lotar III 1127 - 1127 Henryk II Pyszny 1138          |
| Sułtan Wielkich Seldżuków  | - 1118 Ahmad Sandżar 1157                                   |
| Król Szkocji               | - 1124 Dawid I Szkocki 1153                                 |
| Król Szwecji               | - 1125 Ragnvald Okrągłogłowy i Magnus Nilsson 1130          |
| Doża Wenecji               | - 1117 Domenico Michiel 1130                                |
| Król Węgier                | - 1116 Stefan II 1131                                       |

Rok 1127 / MCXXVII
stulecia: XI wiek ~
XII wiek ~
XIII wiek

lata: 1117 «
1122 «
1123 «
1124 «
1125 «
1126 «
1127
» 1128
» 1129
» 1130
» 1131
» 1132
» 1137

## Wydarzenia w Polsce
- bunty pogańskie na Pomorzu.

## Wydarzenia na świecie
- 9 stycznia – Dżurdżenowie zdobyli Bianjing (Kaifeng), obalając cesarza Chin Qinzonga, ostatniego przedstawiciela północnej dynastii Song.
- Roger II łączy posiadłości normańskie na Sycylii i w Italii w jedno państwo
- Pod względem populacji Konstantynopol wyprzedził Kaifeng i stał się największym miastem świata (dane szacunkowe).

## Urodzili się
- Bolesław I Wysoki – książę śląski, syn Władysława Wygnańca (zm. 1201)
- Henryk I Liberalny – hrabia Szampanii, syn hrabiego Tybalda II (zm. 1181)
- Yoshiyasu Ashikaga – dowódca, wojownik japoński (zm. 1157)

## Zmarli
- 2 marca – Karol I Dobry, hrabia Flandrii (ur. ok. 1080/86)
- 22 marca – Henryk Gotszalkowic, książę obodrycki, syn Gotszalka
- Baofeng Weizhao – chiński mistrz chan szkoły caodong (ur. 1084)